# Hans F. Geyer
Hans F. Geyer, eigentlich Hans Franz Rütter (* 24. Mai 1915 in Wädenswil; † 29. August 1987 in Hergiswil), war ein Schweizer Philosoph.

## Leben
Rütter war der Sohn des Textilunternehmers Hans Rütter aus dem luzernischen Inwil, weshalb er katholischer Konfession war. Er wuchs in Wädenswil am Zürichsee auf, besuchte zwischenzeitlich das Handelsgymnasium in Lausanne und studierte danach Philosophie an der Universität Zürich. 1945 legte er bei Professor Eberhard Griesbach, einem Schüler Rudolf Euckens, seine Dissertation vor und erhielt die Promotion. Im selben Jahr heiratete er Silvia Merk. Rütter arbeitete zunächst im Handelsunternehmen seiner Eltern, dann im Industriesektor. Er präsidierte den Industrie-Arbeitgeber-Verein Wädenswil/Richterswil.
Ab 1962 publizierte er unter dem Pseudonym Hans F. Geyer und wirkte ab 1971 vollzeitlich als philosophischer Schriftsteller. Er wurde unter anderem im jugoslawischen Praxisphilosophie-Kreis geschätzt und zu Tagungen eingeladen. Zudem hielt er Gastvorlesungen an der Universität Tübingen und stand in regem Austausch mit dem dort lehrenden Schweizer Philosophen Walter Robert Corti. 1987 stürzte er bei einer Besteigung des Pilatus zu Tode.

## Werk
Nach seiner Dissertation über den deutschen Idealismus widmete er sich in kritischer Abwendung von idealistischen Paradigmata vor allem der Philosophie des Leibes zu. Entsprechend entwickelte er eine Art philosophische Physiologie und verknüpfte diese mit einer Anthropologie der Kultur. In Entgegnung zu Georg Wilhelm Friedrich Hegels Phänomenologie des Geistes charakterisierte er seine Philosophie als Phänomenologie der Leiblichkeit: Geyer hebt die integrale Leibbezogenheit aller äusseren und inneren Vorgänge, einschliesslich des Strebens nach Erkenntnis und der Religion, hervor.
Sein Nachlass befindet sich im Schweizerischen Literaturarchiv in Bern.

## Publizierte Werke (Auswahl)
- Ein klassisches Gespräch. Fichte, Schelling und Hegel. Zürich 1945 (Dissertation).
- Gedanken eines philosophischen Lastenträgers. Zürich 1962.
- Philosophisches Tagebuch. 6 Bände (die drei letzten Bände tragen je eigene Titel: Biologie der Logik, Dialektik der Nacktheit, Gedanken des Leibes über den Leib). Freiburg im Breisgau 1969–1974.
- Physiologie der Kultur. Frankfurt am Main 1985.